# Острово (Вомбжезький повіт)
Острово (пол. Ostrowo) — село в Польщі, у гміні Плужниця Вомбжезького повіту Куявсько-Поморського воєводства.
Населення — 546 осіб (2011).
У 1975-1998 роках село належало до Торунського воєводства.

## Демографія
Демографічна структура станом на 31 березня 2011 року:
|          | Загалом | Допрацездатний вік | Працездатний вік | Постпрацездатний вік |
| -------- | ------- | ------------------ | ---------------- | -------------------- |
| Чоловіки | 272     | 50                 | 198              | 24                   |
| Жінки    | 274     | 64                 | 161              | 49                   |
| Разом    | 546     | 114                | 359              | 73                   |